# Abano Terme

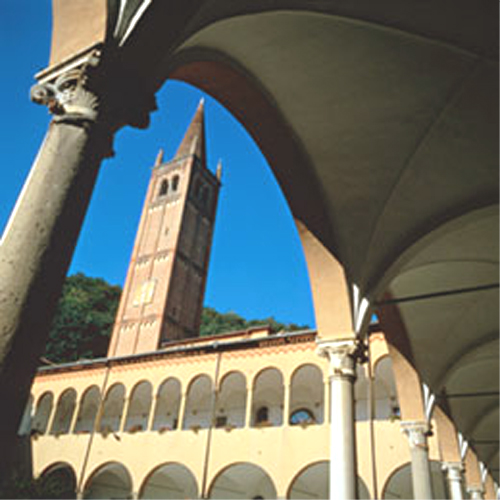
Tháp của nhà thờ St. Lorenzo

Abano Terme (cũng viết là Abano Bagni cho đến năm 1930) là một thị xã ở tỉnh Padova, vùng Veneto region, Italia, bên sườn đông của Colli Euganei; thị xã có cự ly 10 km về phía tây nam Padova. Abano Terme có dân số 19.062 người (2001) (dân số năm 1901 là 4.556 người).
Các suối nước nóng của thị xã và các khu vực tắm bùn là các địa điểm du lịch mang lại thu nhập chính cho thị xã.